# Allied Forces (canción)
«Allied Forces» (en español: «Fuerzas aliadas») es una canción de hard rock escrita e interpretada por el trío canadiense de hard rock Triumph.  Su primera aparición fue en el álbum homónimo, lanzado en 1981 por Attic Records en Canadá y RCA Records en el resto del mundo.

## Lanzamiento y recepción
La publicación de «Allied Forces» como sencillo fue en el año de 1981 por Attic Records y RCA Records.  A diferencia del sencillo anterior, «Allied Forces» no entró en los listados de canciones de Canadá o Estados Unidos.

## Versiones
Según la región donde fue publicado «Allied Forces», varía la pista del lado B del sencillo. En Norteamérica, la canción «Say Goodbye» fue elegida como tema secundario, mientras que en la edición para Europa el tema «Magic Power» (el cual había sido publicado como sencillo anteriormente) se incluyó en la cara B del vinilo.

## Lista de canciones

### Versión norteamericana (Canadá y Estados Unidos)

#### Cara A
| side one |                 |                                      |               |          |  |
| N.º      | Título          | Escritor(es)                         | Voz principal | Duración |  |
| 1.       | «Allied Forces» | Rik Emmett / Gil Moore / Mike Levine | Gil Moore     | 3:16     |  |

#### Cara B
| side one |               |                         |               |          |  |
| N.º      | Título        | Escritor(es)            | Voz principal | Duración |  |
| 2.       | «Say Goodbye» | Emmett / Moore / Levine | Rik Emmett    | 3:49     |  |

### Versión europea

#### Cara A
| side one |                 |                         |               |          |  |
| N.º      | Título          | Escritor(es)            | Voz principal | Duración |  |
| 1.       | «Allied Forces» | Emmett / Moore / Levine | Gil Moore     | 3:16     |  |

#### Cara B
| side one |               |                         |               |          |  |
| N.º      | Título        | Escritor(es)            | Voz principal | Duración |  |
| 2.       | «Magic Power» | Emmett / Moore / Levine | Rik Emmett    | 3:59     |  |

## Créditos
- Rik Emmett — voz principal (en las canciones «Say Goodbye» y «Magic Power»), guitarra acústica, guitarra eléctrica y coros.
- Gil Moore — voz principal (en la canción «Allied Forces»), batería y coros.
- Mike Levine — bajo, teclados y coros.